# Antarcturus schmidti
Antarcturus schmidti är en kräftdjursart som beskrevs av Brandt 1990. Antarcturus schmidti ingår i släktet Antarcturus och familjen Antarcturidae. Inga underarter finns listade i Catalogue of Life.